# Ева Ханнесдоттір
Ева Ханнесдоттір (3 грудня 1987) — ісландська плавчиня.
Учасниця Олімпійських Ігор 2012 року.